# Lovrenc Batič
Lovrenc Batič, slovenski zdravnik, * ~ 1815, Gorica, † (?).
Gimnazijo je obiskoval v Gorici (1824-1830), filozofijo (1830-1832) in medicino (1832-1837) pa na Univerzi v Padovi, kjer je leta 1838 z disertacijo o davici in angini Nomulla de angina Iaucium gangrenosa doktoriral. Bil je zdravnik v raznih krajih Dalmacije. Kraj in čas njegove smrti nista znana.